# Die Dinos/Episodenliste
Diese Episodenliste enthält alle Folgen der US-Fernsehserie Die Dinos, geordnet nach originaler Ausstrahlungsreihenfolge. Da einige (bereits fertig produzierte) Episoden durch ABC erst nach dem Serienfinale ausgestrahlt wurden, werden diese Episoden als ein eigenständiger zweiter Teil der vierten Staffel gesehen. In Deutschland weicht die Ausstrahlungsreihenfolge ab.

## Übersicht
| Staffel | Staffel | Episodenanzahl | Episodenanzahl | Erstausstrahlung USA | Erstausstrahlung USA | Deutschsprachige Erstveröffentlichung | Deutschsprachige Erstveröffentlichung |
| Staffel | Staffel | Episodenanzahl | Episodenanzahl | Staffelpremiere      | Staffelfinale        | Staffelpremiere                       | Staffelfinale                         |
| ------- | ------- | -------------- | -------------- | -------------------- | -------------------- | ------------------------------------- | ------------------------------------- |
| 1       | 1       | 5              | 5              | 26. April 1991       | 24. Mai 1991         | 2. Oktober 1993                       | 6. November 1993                      |
| 2       | 2       | 24             | 24             | 18. September 1991   | 6. Mai 1992          | 23. Oktober 1993                      | 19. August 1994                       |
| 3       | 3       | 22             | 22             | 18. September 1992   | 2. Juli 1993         | 12. März 1994                         | 10. Dezember 1994                     |
| 4       | 4.1     | 14             | 7              | 1. Juni 1994         | 20. Juli 1994        | 24. September 1994                    | 21. Juni 1996                         |
| 4       | 4.2     | 14             | 7              | 7. September 1994    | 19. Oktober 1994     | 24. September 1994                    | 21. Juni 1996                         |

## Staffel 1
| Nr. (ges.) | Nr. (St.) | Deutscher Titel           | Originaltitel           | Erstausstrahlung USA | Deutschsprachige Erstausstrahlung (Das Erste) | Regie        | Drehbuch                   |
| ---------- | --------- | ------------------------- | ----------------------- | -------------------- | --------------------------------------------- | ------------ | -------------------------- |
| 1          | 1         | Der mächtige Megalosaurus | The Mighty Megalosaurus | 26. Apr. 1991        | 2. Okt. 1993                                  | William Dear | Michael Jacobs & Bob Young |
| 2          | 2         | Paarungstanz              | The Mating Dance        | 3. Mai 1991          | 9. Okt. 1993                                  | Reza Badiyi  | Michael Jacobs & Bob Young |
| 3          | 3         | Der Schleudertag          | Hurling Day             | 10. Mai 1991         | 16. Okt. 1993                                 | Tom Trbovich | Rob Ulin                   |
| 4          | 4         | Das Duell                 | High Noon               | 17. Mai 1991         | 30. Okt. 1993                                 | Tom Trbovich | Victor Fresco              |
| 5          | 5         | Das große Heulen          | The Howling             | 24. Mai 1991         | 6. Nov. 1993                                  | Jay Dubin    | Rob Ulin                   |

## Staffel 2
| Nr. (ges.) | Nr. (St.) | Deutscher Titel                                 | Originaltitel                | Erstausstrahlung USA | Deutschsprachige Erstausstrahlung (Das Erste) | Regie           | Drehbuch                                         |
| ---------- | --------- | ----------------------------------------------- | ---------------------------- | -------------------- | --------------------------------------------- | --------------- | ------------------------------------------------ |
| 6          | 1         | Das goldene Horn                                | The Golden Child             | 18. Sep. 1991        | 27. Nov. 1993                                 | Tom Trbovich    | Dava Savel                                       |
| 7          | 2         | Aktion Fernseher                                | Family Challenge             | 25. Sep. 1991        | 11. Dez. 1993                                 | Bruce Bilson    | Tim Doyle                                        |
| 8          | 3         | Fressen und gefressen werden                    | I Never Ate for My Father    | 2. Okt. 1991         | 20. Nov. 1993                                 | Tom Trbovich    | Rob Ulin                                         |
| 9          | 4         | Schwanzprobleme                                 | Charlene's Tale              | 9. Okt. 1991         | 4. Dez. 1993                                  | Tom Trbovich    | Dava Savel                                       |
| 10         | 5         | Die letzten Appetitäffchen                      | Endangered Species           | 16. Okt. 1991        | 13. Nov. 1993                                 | Jay Dubin       | David A. Caplan & Brian LaPan                    |
| 11         | 6         | Mitarbeiter des Monats                          | Employee of the Month        | 23. Okt. 1991        | 23. Okt. 1993                                 | Reza Badiyi     | David A. Caplan & Brian LaPan                    |
| 12         | 7         | Aufstand der Frostzone                          | When Food Goes Bad           | 30. Okt. 1991        | 18. Dez. 1993                                 | Patrick Johnson | Tim Doyle & Kirk Thatcher; Idee: Kirk Thatcher   |
| 13         | 8         | Karriereträume                                  | Career Opportunities         | 6. Nov. 1991         | 1. Jan. 1994                                  | Bruce Bilson    | Richard Day                                      |
| 14         | 9         | Der Ehe-TÜV                                     | Unmarried... with Children   | 13. Nov. 1991        | 8. Jan. 1994                                  | Tom Trbovich    | David A. Caplan & Brian LaPan                    |
| 15         | 10        | Die erste Anmache                               | How to Pick Up Girls         | 20. Nov. 1991        | 15. Jan. 1994                                 | Bruce Bilson    | Andy Goodman                                     |
| 16         | 11        | Umtausch ausgeschlossen                         | Switched at Birth            | 27. Nov. 1991        | 22. Jan. 1994                                 | Tom Trbovich    | Tim Doyle                                        |
| 17         | 12        | Das Fest der Liebe                              | Refrigerator Day             | 11. Dez. 1991        | 25. Dez. 1993                                 | Bruce Bilson    | Victor Fresco                                    |
| 18         | 13        | Beruf: Baumschubserin                           | What 'Sexual Harris' Meant   | 18. Dez. 1991        | 8. Juli 1994                                  | Tom Trbovich    | David A. Caplan & Brian LaPan                    |
| 19         | 14        | Fragen Sie Fran                                 | Fran Live                    | 8. Jan. 1992         | 12. Feb. 1994                                 | Tom Trbovich    | Victor Fresco                                    |
| 20         | 15        | Jugend forscht                                  | Power Erupts                 | 15. Jan. 1992        | 19. Feb. 1994                                 | Bruce Bilson    | Andy Goodman                                     |
| 21         | 16        | Was Sie schon immer über Dinos wissen wollten A | The Clip Show                | 22. Jan. 1992        | 29. Jan. 1994                                 | Jay Dubin       | Dava Savel & Rob Ulin; Idee: Andy Goodman        |
| 22         | 17        | Sag nein!                                       | A New Leaf                   | 5. Feb. 1992         | 5. Feb. 1994                                  | Mark Brull      | Rob Ulin                                         |
| 23         | 18        | Himmlische Oma                                  | The Last Temptation of Ethyl | 12. Feb. 1992        | 26. Feb. 1994                                 | Tom Trbovich    | Dava Savel                                       |
| 24         | 19        | Nuss um Nuss (1)                                | Nuts to War: Part 1          | 19. Feb. 1992        | 22. Juli 1994                                 | Bruce Bilson    | Steve Pepoon                                     |
| 25         | 20        | Nuss um Nuss (2)                                | Nuts to War: Part 2          | 26. Feb. 1992        | 29. Juli 1994                                 | Bruce Bilson    | David A. Caplan & Brian LaPan Idee: Steve Pepoon |
| 26         | 21        | Was nun, Herr Richfield?                        | And the Winner Is...         | 27. März 1992        | 19. März 1994                                 | Tom Trbovich    | Rob Ulin & Tim Doyle; Idee: Rob Ulin             |
| 27         | 22        | Das Modediktat                                  | Slave to Fashion             | 3. Apr. 1992         | 5. März 1994                                  | Tom Trbovich    | Dava Savel                                       |
| 28         | 23        | Wer zuerst schlägt                              | Leader of the Pack           | 24. Apr. 1992        | 19. Aug. 1994                                 | Bruce Bilson    | Kirk Thatcher                                    |
| 29         | 24        | Die Firma hat immer Recht                       | Wesayso Knows Best           | 8. Mai 1992          | 26. März 1994                                 | Bruce Bilson    | Victor Fresco                                    |

## Staffel 3
| Nr. (ges.) | Nr. (St.) | Deutscher Titel             | Originaltitel                   | Erstausstrahlung USA | Deutschsprachige Erstausstrahlung (Das Erste) | Regie          | Drehbuch                             |
| ---------- | --------- | --------------------------- | ------------------------------- | -------------------- | --------------------------------------------- | -------------- | ------------------------------------ |
| 30         | 1         | Mach’s richtig, Baby        | Nature Calls                    | 18. Sep. 1992        | 9. Apr. 1994                                  | Brian Henson   | Andy Goodman & Kirk Thatcher         |
| 31         | 2         | Smarsch                     | Baby Talk                       | 2. Okt. 1992         | 16. Apr. 1994                                 | Bruce Bilson   | Victor Fresco                        |
| 32         | 3         | Der Fernsehkönig            | Network Genius                  | 16. Okt. 1992        | 2. Apr. 1994                                  | Tom Trbovich   | Tim Doyle                            |
| 33         | 4         | Die Entdeckung              | The Discovery                   | 23. Okt. 1992        | 23. Apr. 1994                                 | Tom Trbovich   | Andy Goodman                         |
| 34         | 5         | Pangaea Werwolf             | Little Boy Boo                  | 30. Okt. 1992        | 12. Aug. 1994                                 | Tom Trbovich   | Kirk Thatcher                        |
| 35         | 6         | Virenparty                  | Germ Warfare                    | 6. Nov. 1992         | 12. März 1994                                 | Tom Trbovich   | Peter Ocko & Adam Barr               |
| 36         | 7         | Liebeshunger                | Hungry for Love                 | 13. Nov. 1992        | 30. Apr. 1994                                 | Bruce Bilson   | Lawrence H. Levy                     |
| 37         | 8         | Elternführerschein          | License to Parent               | 20. Nov. 1992        | 7. Mai 1994                                   | Bruce Bilson   | Andy Goodman                         |
| 38         | 9         | Die Welt ist eine Apfelsine | Charlene's Flat World           | 4. Dez. 1992         | 10. Sep. 1994                                 | Mark Brull     | Tim Doyle                            |
| 39         | 10        | Die Wochenendmachos         | Wilderness Weekend              | 18. Dez. 1992        | 10. Dez. 1994                                 | Tom Trbovich   | Peter Ocko & Adam Barr               |
| 40         | 11        | Robbie zeigt Zähne          | The Son Also Rises              | 8. Jan. 1993         | 1. Okt. 1994                                  | Tom Trbovich   | David A. Caplan & Brian LaPan        |
| 41         | 12        | Schüleraustausch            | Getting to Know You             | 15. Jan. 1993        | 14. Mai 1994                                  | Mark Brull     | David A. Caplan & Brian LaPan        |
| 42         | 13        | Die Scheinehe               | Green Card                      | 29. Jan. 1993        | 22. Okt. 1994                                 | Max Tash       | Tim Doyle                            |
| 43         | 14        | Pfannenkarriere             | Out of the Frying Pan           | 5. Feb. 1993         | 3. Sep. 1994                                  | Bruce Bilson   | Dava Savel                           |
| 44         | 15        | Muskel-Robbie               | Steroids to Heaven              | 12. Feb. 1993        | 15. Okt. 1994                                 | Bruce Bilson   | Mark Drop                            |
| 45         | 16        | Mama Earl                   | Honey, I Miss the Kids          | 19. Feb. 1993        | 8. Okt. 1994                                  | Tom Trbovich   | Richard Marcus                       |
| 46         | 17        | Sumpfblütenblues            | Swamp Music                     | 26. Feb. 1993        | 17. Sep. 1994                                 | Tom Trbovich   | Mark Drop                            |
| 47         | 18        | Dino Dancing                | Dirty Dancin'                   | 12. März 1993        | 5. Aug. 1994                                  | Bruce Bilson   | Tim Doyle & Rob Ulin; Idee: Rob Ulin |
| 48         | 19        | Mein Freund, der Baum       | If I Were a Tree                | 18. Apr. 1993        | 29. Okt. 1994                                 | Bruce Bilson   | Andy Goodman                         |
| 49         | 20        | Besuch aus dem All          | We Are Not Alone                | 2. Mai 1993          | 5. Nov. 1994                                  | Jeff McCracken | Peter Ocko & Adam Barr               |
| 50         | 21        | Applaus für Charlene        | Charlene and Her Amazing Humans | 9. Mai 1993          | 19. Nov. 1994                                 | Bruce Bilson   | Dava Savel                           |
| 51         | 22        | Das war ihr Leben B         | The Clip Show II                | 2. Juli 1993         | 12. Nov. 1994                                 | Tom Trbovich   | David A. Caplan & Brian LaPan        |

## Staffel 4
In der USA gab es zwei Teile der vierten Staffel. In Deutschland wurden die Folgen beider Teile jedoch durcheinander ausgestrahlt.

### Staffel 4.1
Die folgenden Episoden wurden neu produziert und im Sommer 1994 von ABC ausgestrahlt. Die letzte Episode ist das eigentliche Serienfinale.
| Nr. (ges.) | Nr. (St.) | Deutscher Titel       | Originaltitel                | Erstausstrahlung USA | Deutschsprachige Erstausstrahlung (Das Erste) | Regie          | Drehbuch                                           |
| ---------- | --------- | --------------------- | ---------------------------- | -------------------- | --------------------------------------------- | -------------- | -------------------------------------------------- |
| 52         | 1         | Der Untermieter       | Monster Under the Bed        | 1. Juni 1994         | 31. Mai 1996                                  | Brian Henson   | Peter Ocko & Adam Barr                             |
| 53         | 2         | Superearl             | Earl, Don't Be a Hero        | 8. Juni 1994         | 11. Feb. 1995                                 | Mark Brull     | David A. Caplan & Brian LaPan                      |
| 54         | 3         | Die Kartoffel         | The Greatest Story Ever Sold | 22. Juni 1994        | 21. Juni 1996                                 | Tom Trbovich   | Peter Ocko & Adam Barr                             |
| 55         | 4         | Klassentreffen        | Driving Miss Ethyl           | 29. Juni 1994        | 18. März 1995                                 | Jeff McCracken | Adam Barr & Tim Doyle & Jane Espenson & Peter Ocko |
| 56         | 5         | Der goldene Fuß       | Earl's Big Jackpot           | 6. Juli 1994         | 17. Dez. 1994                                 | Mark Brull     | Tim Doyle                                          |
| 57         | 6         | Der zweite Geburtstag | The Terrible Twos            | 13. Juli 1994        | 7. Juni 1996                                  | Jeff McCracken | Tim Doyle                                          |
| 58         | 7         | Dinodämmerung C       | Changing Nature              | 20. Juli 1994        | 25. März 1995                                 | Tom Trbovich   | Kirk Thatcher                                      |

### Staffel 4.2
Die folgenden Episoden wurden vor dem Serienfinale Dinodämmerung produziert, aber erst danach im Herbst 1994 syndiziert ausgestrahlt.
| Nr. (ges.) | Nr. (St.) | Deutscher Titel            | Originaltitel              | Erstausstrahlung USA | Deutschsprachige Erstausstrahlung (Das Erste) | Regie          | Drehbuch                      |
| ---------- | --------- | -------------------------- | -------------------------- | -------------------- | --------------------------------------------- | -------------- | ----------------------------- |
| 59         | 8         | Dino-Duft                  | Scent of a Reptile         | 7. Sep. 1994         | 24. Mai 1996                                  | Tom Trbovich   | Andy Goodman                  |
| 60         | 9         | Earl und Pearl             | Earl and Pearl             | 14. Sep. 1994        | 25. Feb. 1995                                 | Tom Trbovich   | Tim Doyle                     |
| 61         | 10        | Arm, aber Becher           | Life in the Faust Lane     | 21. Sep. 1994        | 7. Jan. 1995                                  | Tom Trbovich   | Mark Drop                     |
| 62         | 11        | Treufußland                | Variations on a Theme Park | 28. Sep. 1994        | 24. Sep. 1994                                 | Jeff McCracken | Jane Espenson                 |
| 63         | 12        | Immer bloß Jungs           | Working Girl               | 5. Okt. 1994         | 3. Dez. 1994                                  | Tom Trbovich   | Rich Tabach                   |
| 64         | 13        | Die Urwaldprüfung          | Into The Woods             | 12. Okt. 1994        | 26. Nov. 1994                                 | Brian Henson   | Mark Drop                     |
| 65         | 14        | Alle Kinder lieben Georgie | Georgie Must Die!          | 19. Okt. 1994        | 8. Juni 1996                                  | Mark Brull     | David A. Caplan & Brian LaPan |